# Edicions La Mirada
Edicions La Mirada fou una editorial sabadellenca fundada el setembre de l'any 1924 per Francesc Trabal, Joan Oliver i Armand Obiols, tots ells pertanyents a l'anomenada Colla de Sabadell o Grup de la Mirada, i els poetes Josep Carner, Jaume Bofill i Mates i Carles Riba. La decisió de constituir-la la van prendre al Marquet de les Roques, una masia modernista, prop del poble de Sant Llorenç Savall, que era la casa d'estiueig de la família Oliver. El primer volum de l'editorial va ser L'any que ve, un volum signat per Francesc Trabal i amb pròleg de Josep Carner, publicat el 1925.
Els llibres, tant en l'edició popular com en la de bibliòfil, els imprimien a l'obrador de l'impressor Joan Sallent i Prat, a Sabadell. El 1935, dispersada la Colla de Sabadell, Joan Oliver i Francesc Trabal van oferir la continuïtat de la col·lecció a Edicions Proa, que en va publicar tres títols, abans de la interrupció provocada per l'alçament militar del general Franco, el 18 de juliol de 1936.
L'any 1989 es va constituir la Fundació La Mirada inspirant-se en el nom de l'editorial.